# أورلاندو ساليدو
أورلاندو ساليدو (بالإسبانية: Orlando Salido)‏ مواليد 16 نوفمبر 1980 في ولاية سونورا، المكسيك، هو ملاكم مكسيكي يصنف ضمن فئة وزن الريشة. حقق بطولة الاتحاد الدولي للملاكمة.

## المسيرة الاحترافية
من نزالاته:
- خسر أمام خوان مانويل ماركيز (18-09-2004).

## إحصائيات
خاض خلال مسيرته 61 نزالا، فاز في 43 وتعادل في 4 وخسر في 13. فاز بالضربة القاضية في 29 نزالا.

## روابط خارجية
- أورلاندو ساليدو على موقع بوكس ريك (الإنجليزية) (registration required)